# 빈켈만 대 파마 시 학구 소송
2007년 5월 21일에, 빈켈만 대 파마 시 학구, 미국 550번 516쪽에서 다음을 유지했는데, 그것은 부모가 장애인 교육법 상으로 독립적인 행동 권리를 가진다는 것이고 그들의 자녀를 대신해서 자신들을 대변해도 좋다는 것이다.